# Léopold Leprince
Robert Léopold Leprince, né  le 14 novembre 1800 à Paris, et mort  le 6 février 1847 à Chartres, est un peintre français.

## Biographie
Fils d'Anne-Pierre Leprince, Léopold Leprince est le frère de Xavier Leprince (1799-1826) et de Gustave Leprince (1810-1837), tous peintres paysagistes. Il apprend son métier auprès de son père et de son frère Xavier.
Il expose au Salon de 1822 à 1844 et obtient une première médaille en 1824. Il expose également à Toulouse, Douai, Cambrai et Lille entre 1825 et 1845, à Bordeaux en 1828.
Plus tard, il enseigne à son frère Gustave les bases de son art. Les trois frères résident à l'atelier La Childebert, 9, rue Childebert à Paris,, voie aujourd'hui disparue.
Léopold Leprince fait partie de la seconde génération des peintres venus peindre sur le motif vers 1825 en forêt de Fontainebleau, ainsi que dans le village de Moret-sur-Loing, avant l'école de Barbizon qui se développe vers 1835. Durant ses voyages d'études dans la région, il s’installe à Chailly-en-Bière, à deux kilomètres de Barbizon.
En 1829, il a pour adresse à Paris le 16, rue de Bellefond.
Il s'installe à Chartres se fait une clientèle en peignant des paysages champêtres.
Il meurt le 6 février 1847 à l’âge de 46 ans, en son domicile de la place Billard à Chartres.

## Œuvres dans les collections publiques
- Bagnères-de-Bigorre, musée Salies : Paysage ;
- Besançon, musée des Beaux-Arts et d'Archéologie ;
- Chartres, musée des Beaux-Arts : Vue des Alpes (Vue prise aux environs de Zurich), toile, 46 × 54 cm, 1826[9] ;
- Clamecy, musée d'Art et d'Histoire Romain Rolland : Intérieur de cuisine, Paysage et villageois, Vaches ;
- Dijon, musée Magnin : Le Pont de Moret ;
- Narbonne, musée d'Art et d'Histoire ;
- Orléans, musée des Beaux-Arts : Paysage, 1826, huile sur toile, 32 x 40 cm (disparu)[10].
- Paris, musée du Louvre :
  - Au Bas-Bréau, à Chailly[11] ;
  - Enfants jouant avec un chien (école de Léopold Leprince)[12] ;
  - Les Petits Pêcheurs (école de Léopold Leprince)[13] ;
- Quimper, musée des Beaux-Arts :  Fête de village ;
- Rochefort, musée Hèbre de Saint-Clément : Vue de Royat ;
- Tours, musée des Beaux-Arts :
  - Paysage de la Sarthe, 1825 ;
  - Pré à Thorigni.
- Versailles, Petit Trianon : une scène mythologique.

Œuvres
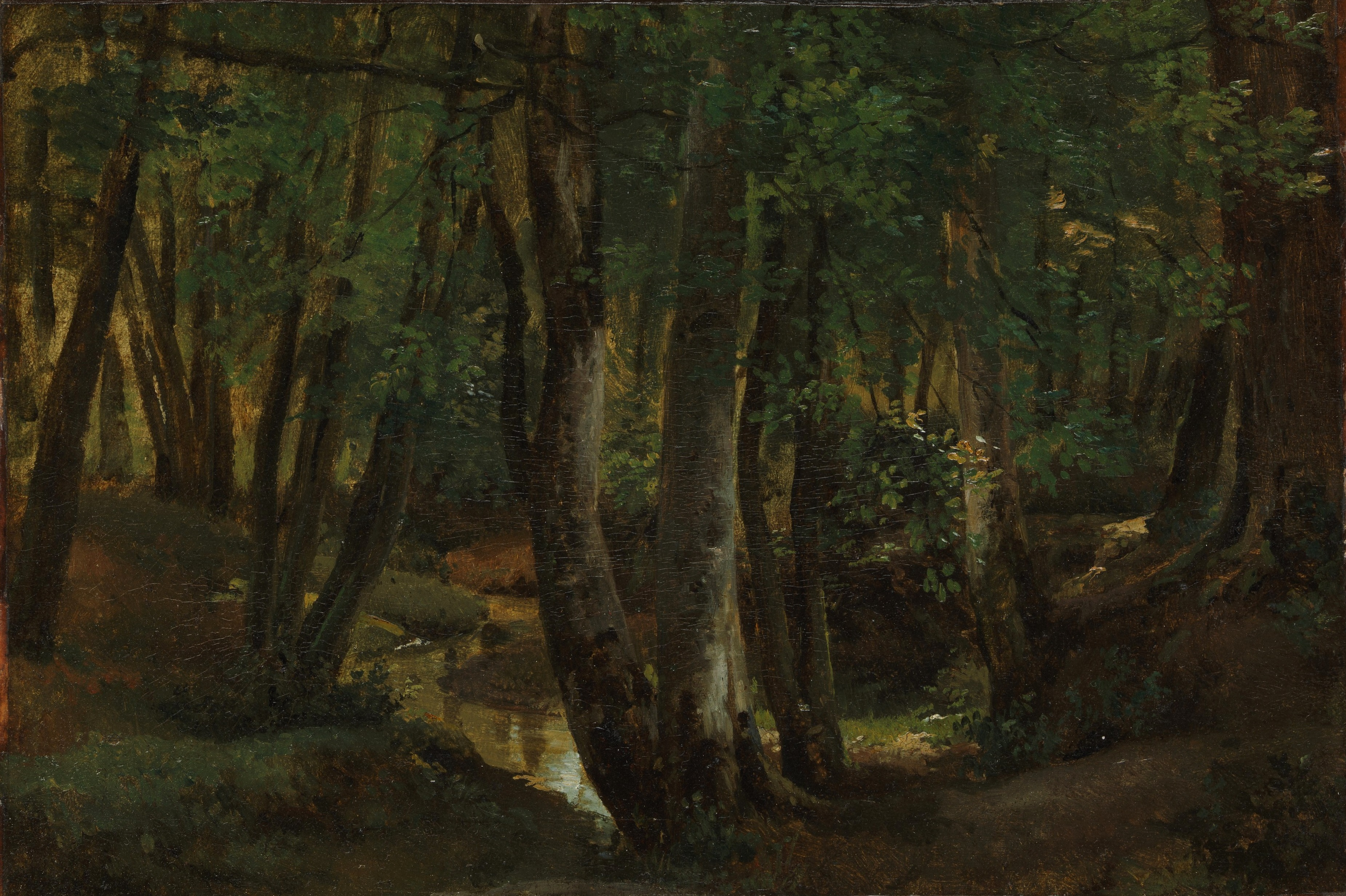
Intérieur d'un bois à Pierrefitte (1822).
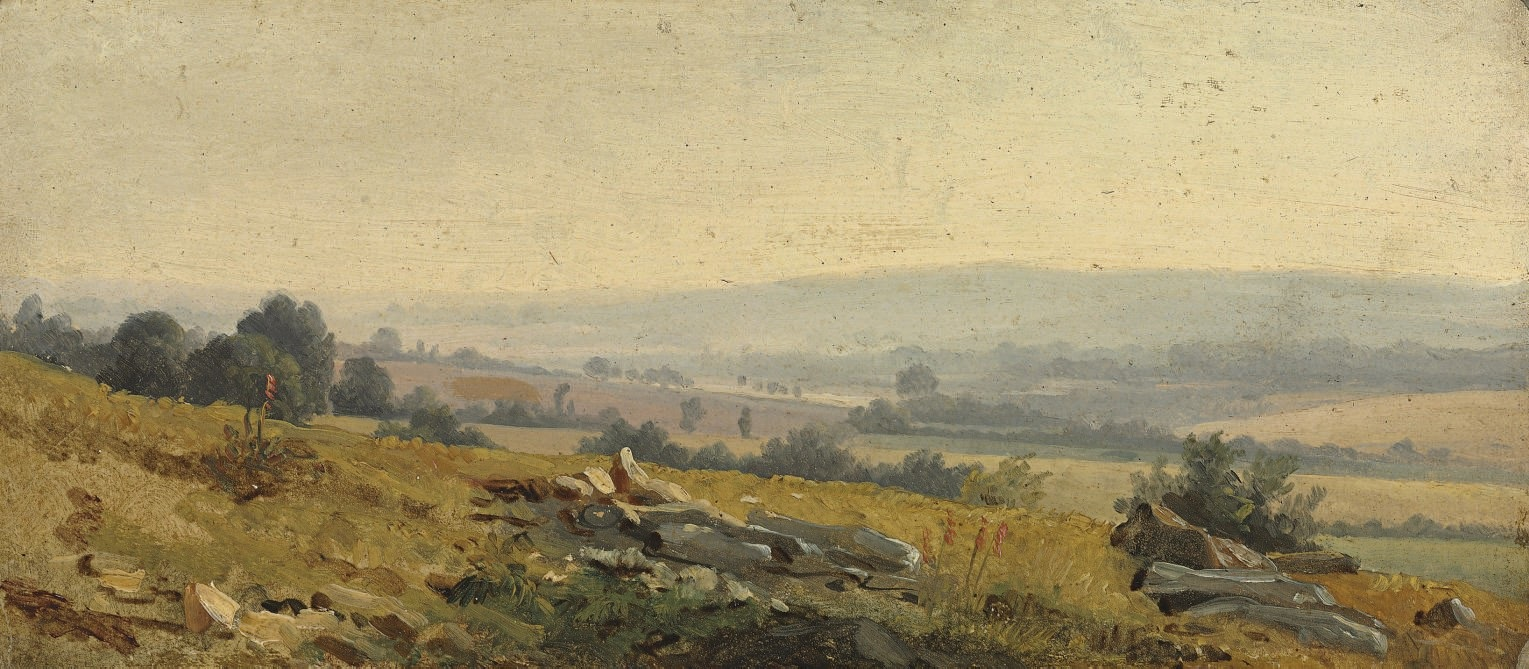
Une vue de la campagne à Connerré (1825).
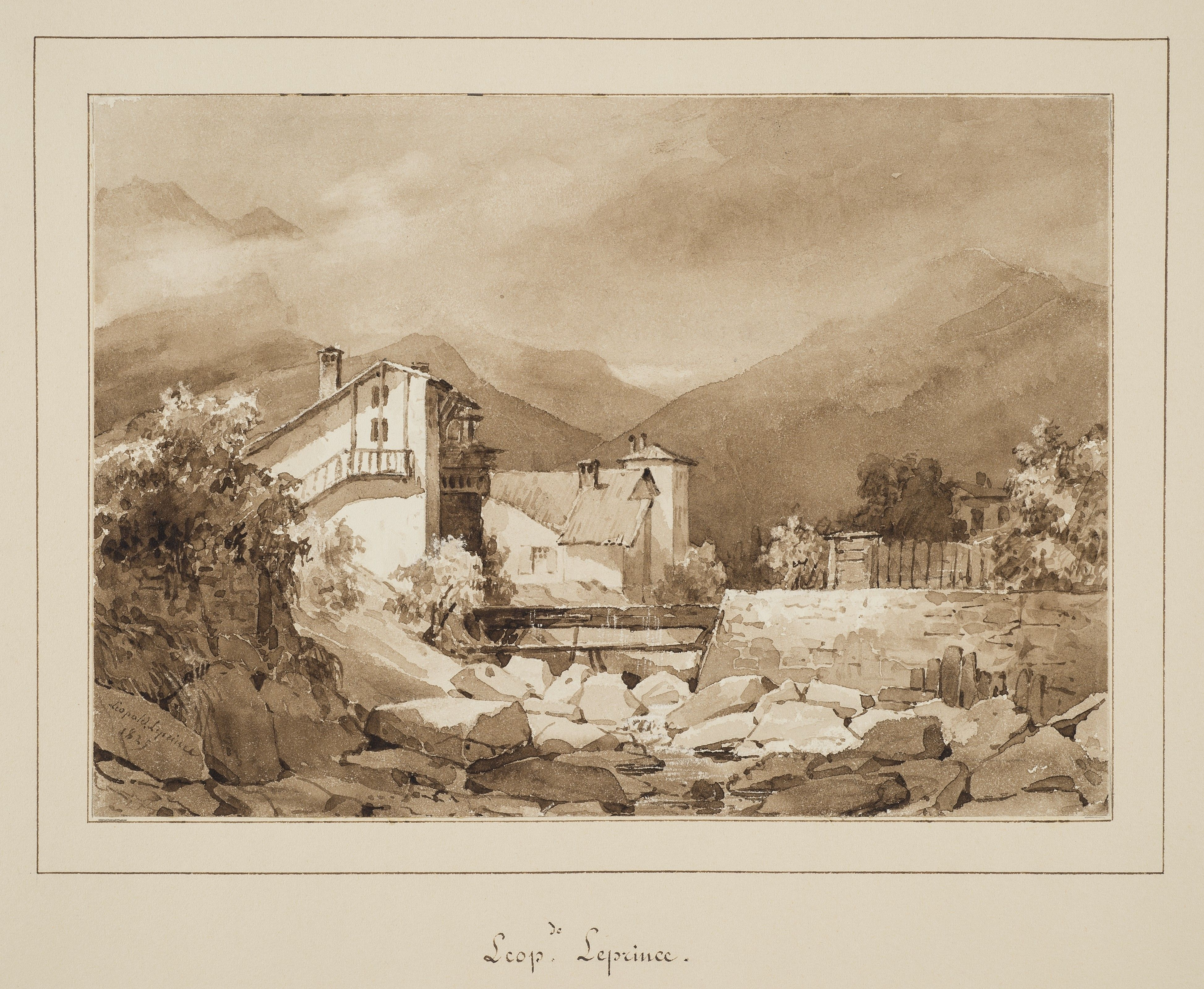
Paysage montagneux au pont (1825).
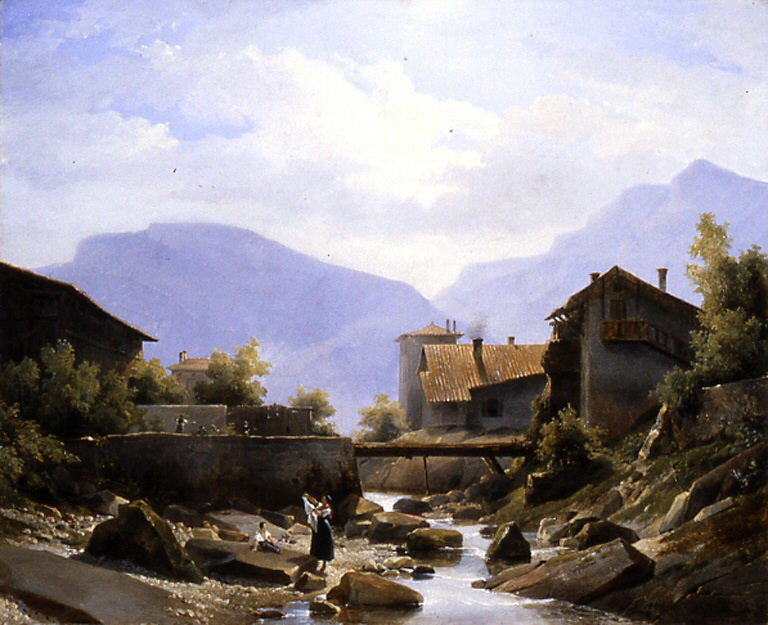
Vue de la Savoie (1827).
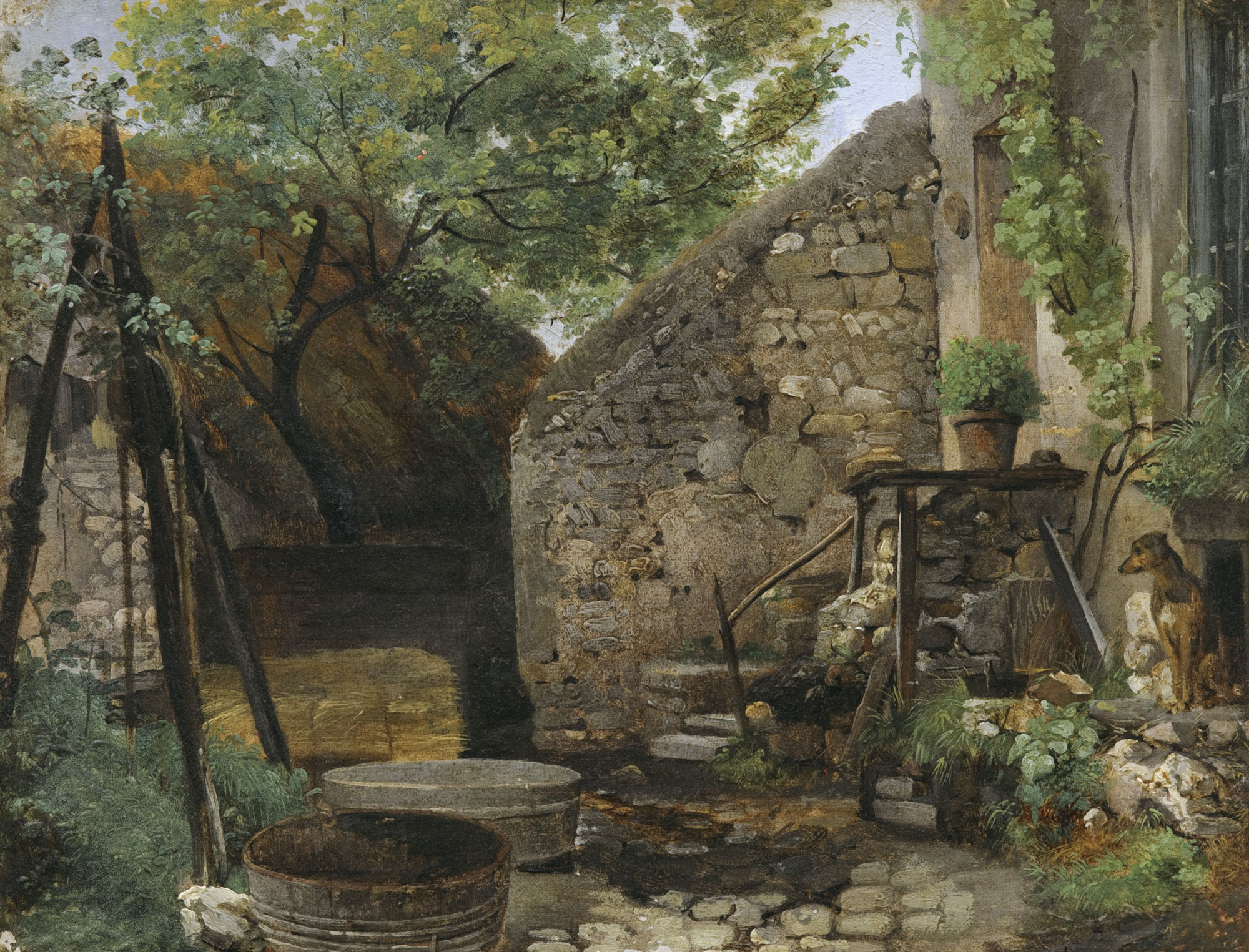
Cour de ferme (sans date).
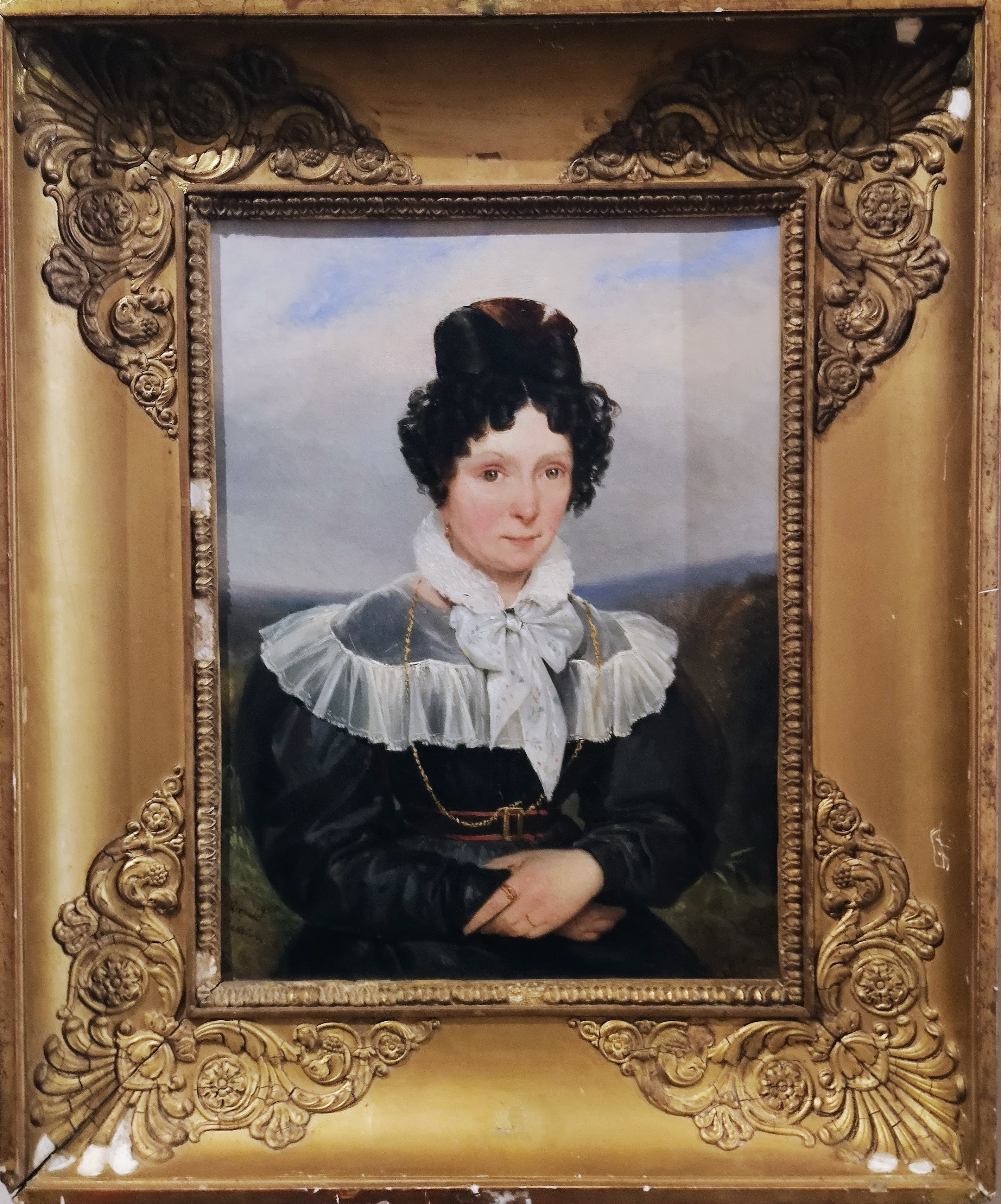
Jeune femme en buste (sans date).